# Cruising with Ruben & the Jets
Cruising With Ruben & The Jets je album Franka Zappy a skupiny The Mothers of Invention, vydané v prosinci 1968. V roce 1985 bylo znovu vydané, bylo ale trochu předělané (nově nahrané baskytary a perkuse).

## Seznam skladeb
Všechny skladby napsal Frank Zappa, pokud není uvedeno jinak.

### Strana 1
1. "Cheap Thrills" – 2:20
2. "Love of My Life" (Zappa, Collins) – 3:17
3. "How Could I Be Such a Fool" – 3:33
4. "Deseri" (Buff, Collins) – 2:04
5. "I'm Not Satisfied" – 3:59
6. "Jelly Roll Gum Drop" – 2:17
7. "Anything" (Collins) – 3:00

### Strana 2
1. "Later That Night" – 3:04
2. "You Didn't Try to Call Me" – 3:53
3. "Fountain of Love" (Zappa, Collins) – 2:57
4. "No. No. No."– 2:27
5. "Anyway The Wind Blows" – 2:56
6. "Stuff Up The Cracks" – 4:29

### CD
1. "Cheap Thrills"– 2:39
2. "Love of My Life" (Zappa, Collins) – 3:08
3. "How Could I Be Such a Fool?" – 3:34
4. "Deseri" (Buff, Collins) – 2:08
5. "I'm Not Satisfied" – 4:08
6. "Jelly Roll Gum Drop" – 2:24
7. "Anything" (Collins) – 3:05
8. "Later That Night" – 3:00
9. "You Didn't Try to Call Me" – 3:57
10. "Fountain of Love" (Zappa, Collins) – 3:22
11. "No. No. No." – 2:15
12. "Any Way the Wind Blows" – 3:01
13. "Stuff Up the Cracks" – 4:36

## Sestava
- Frank Zappa – kytara, klávesy, zvukové efekty, zpěv, baskytara, bicí
- Jimmy Carl Black – kytara, perkuse, bicí, doprovodná kytara
- Ray Collins – kytara, zpěv
- Roy Estrada – baskytara, zvukové efekty, zpěv
- Bunk Gardner – saxofon
- Don Preston – baskytara, piáno, klávesy
- Euclid James "Motorhead" Sherwood – bariton saxofon, tamburína, kytara, zpěv
- Art Tripp – bicí, perkuse
- Ian Underwood – kytara, piáno, klávesy, saxofon
- Arthur Barrow – baskytara
- Chad Wackerman – bicí
- Jay Anderson – baskytara